# 怀特玛塔港

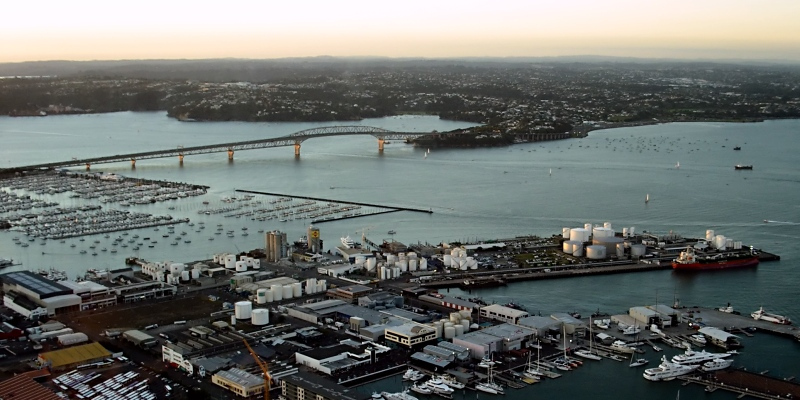
穿越怀特玛塔港的奥克兰海港大桥

怀特玛塔港（英語：Waitemata Harbour）是奥克兰（Auckland）的主入海口，所以有时也被称作奥克兰港。尽管港口几乎环绕全市，但全市还是几乎被奥克兰海港大桥纵横交错地连接着。港口北面和东面皆被奥克兰地峡包围，南面则与马努考港的浅水区相接。
港口占地70平方英里，连接奥克兰码头和奥克兰海滨，沟通太平洋和豪拉基湾，同时受到北面的北岛城、朗伊托托岛和怀赫科岛的保护，使得怀特玛特成为一个优良的避风港。
“怀特玛塔”是毛利语。最早来到奥克兰的毛利人，当在港口看到闪闪透亮的海水，就把港口描述成“如宝石般闪烁的海洋”，取名怀特玛塔。

## 概况

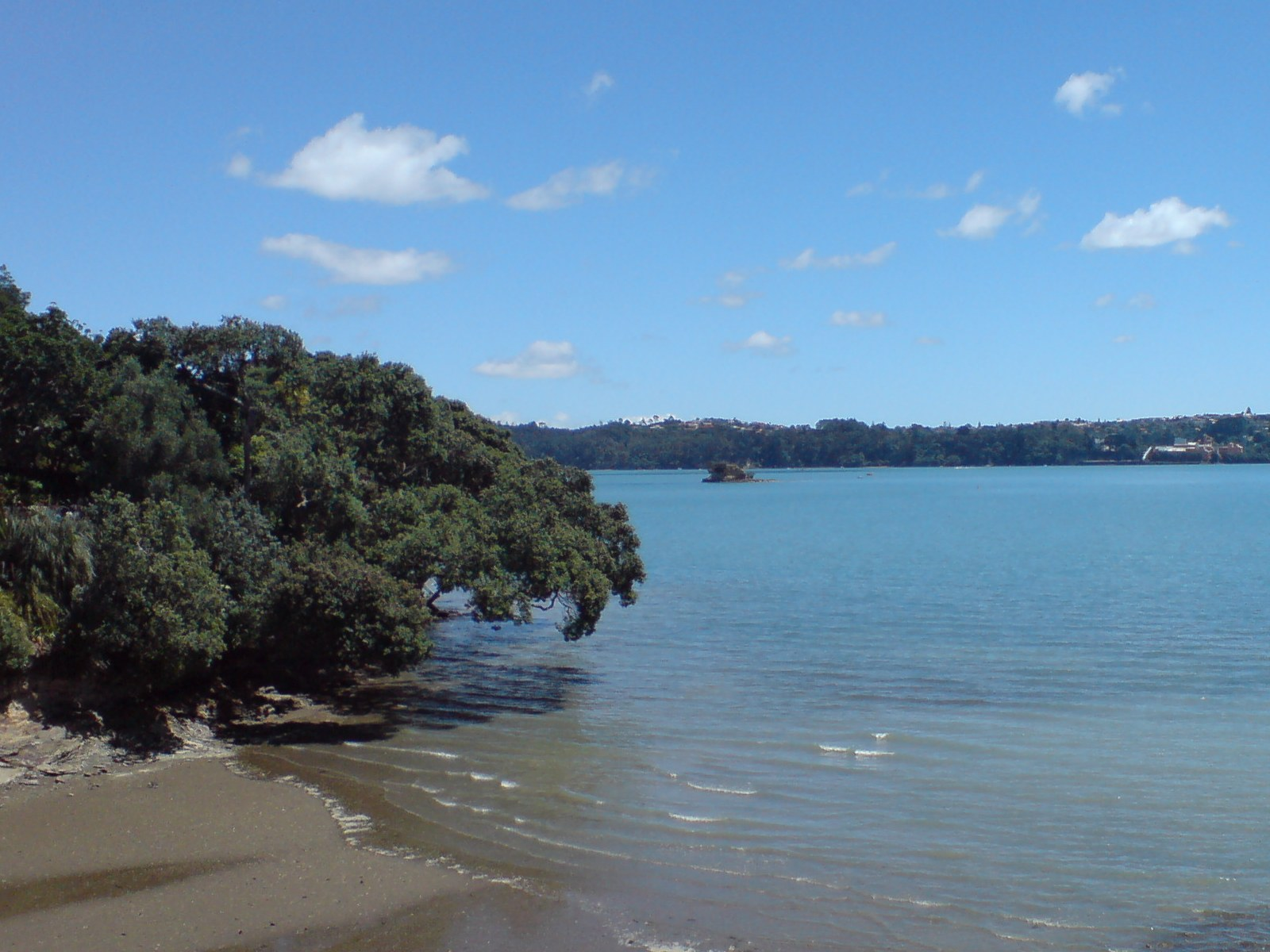
位于港口南边缘的黑内尔湾上，一处典型的海滨植被。

怀特玛塔港从朗伊托托海峡末端向西延伸，实质上怀特玛塔港是豪拉基湾的延伸部分。港口的主要入口位于南面，在北头和巴斯申点之间。港口向西北方向贯穿了蒂阿塔图，西面与蒂阿塔图相抵，西南有著名的涡河。
港口的北部是陆地，也是奥克兰区北岛城的所在地。这里同时也沿东西分布着一些大大小小城郊地区，像伯肯黑德、诺斯科特、德文波特等。南面就是著名的奥克兰市，以及属于它的海岸城郊地区，如米申湾、帕内尔、赫恩湾、谢瓦利埃。其中谢瓦利埃的三角形半岛，有部分嵌入了怀特玛塔港。
奥克兰海港大桥实际上是贯穿整个港口。港口的南末也就是韦斯特黑文小码头，这里的东边，就是自由者湾和高架桥盆地。再往东就是港口的入海口，奥克兰码头。
刚才提到伯肯黑德区，这里着重说明一下。伯肯黑德区内建有众多吞吐量巨大的码头，是奥克兰区的一个城郊区域。其中著名的建筑包括德文波特海军基地和车路士炼糖厂。值得一提的是，海军基地的储存库在科利角，如果只算炼糖厂附近码头和科利角，码头排水量就已经达到500GRT，可见伯肯黑德的地位。至于伯肯黑德区的一些小码头，则提供通往奥克兰中心商务区的渡轮往返服务。如诺斯科特、德文波特和西港。

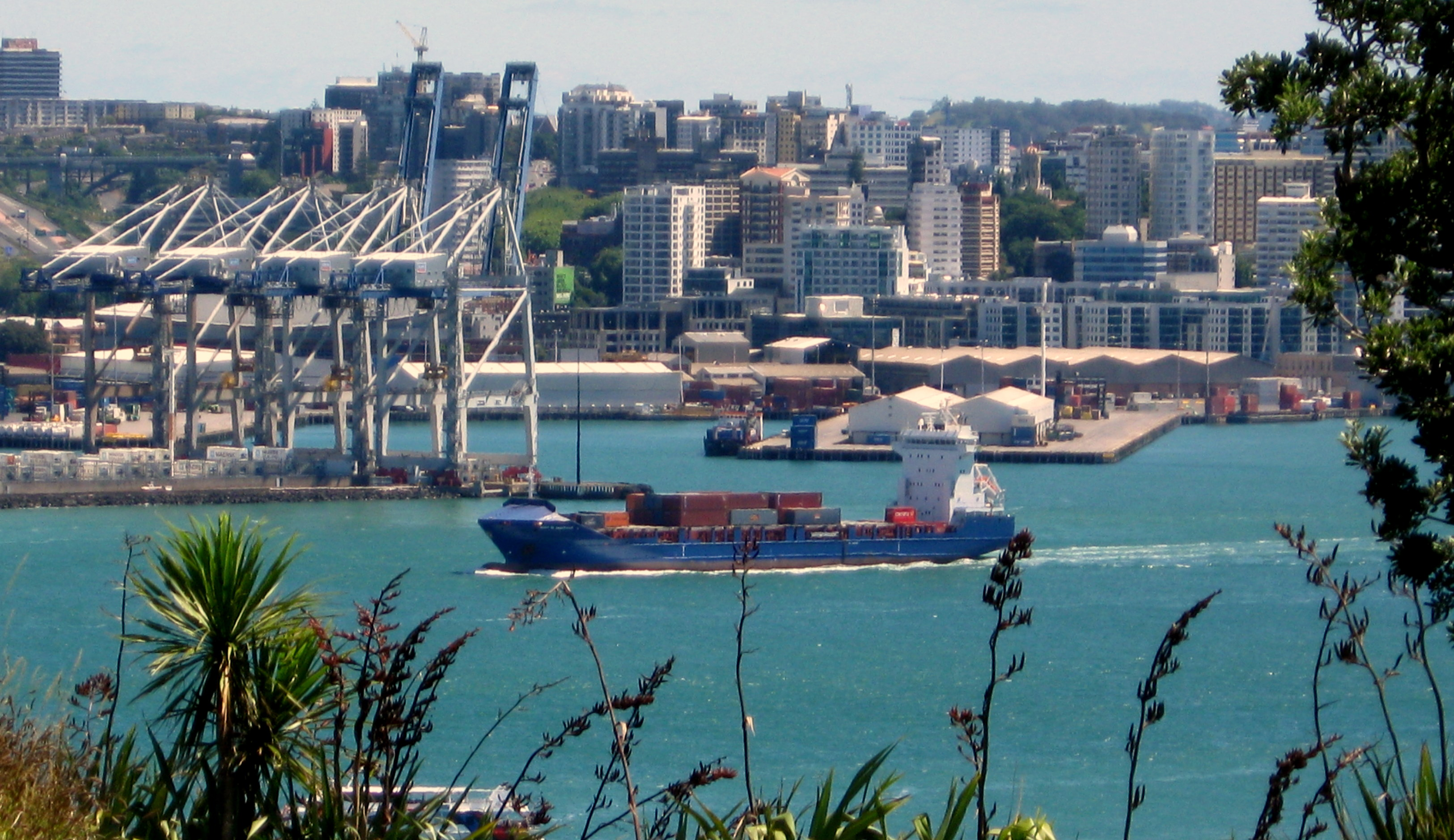
驶离港口的货轮。

## 地质历史
根据地质研究发现，港口形成于中新世，是由海洋沉积物堆积而成的溺谷。到了全新世时期，奥克兰火山地区的的火山活动频发，强烈的火山活动几乎把熔岩带到了怀特马塔，米奥拉礁、德文港、奥拉基军事基地的火山坑和浅水湾也是在那个时候形成的。在海平面下降时期，一条源自米尔福特的支流注入了浅水湾流域，到了海平面上升时期，支流所在的河谷成为了港口的第二个入海口，但后来这个入海口被普普克火山湖阻塞了
。
港口的西面和北面受着潮汐河的影响，同时陆地上也分布着典型的红杉林和盐碱滩涂。

## 人文历史

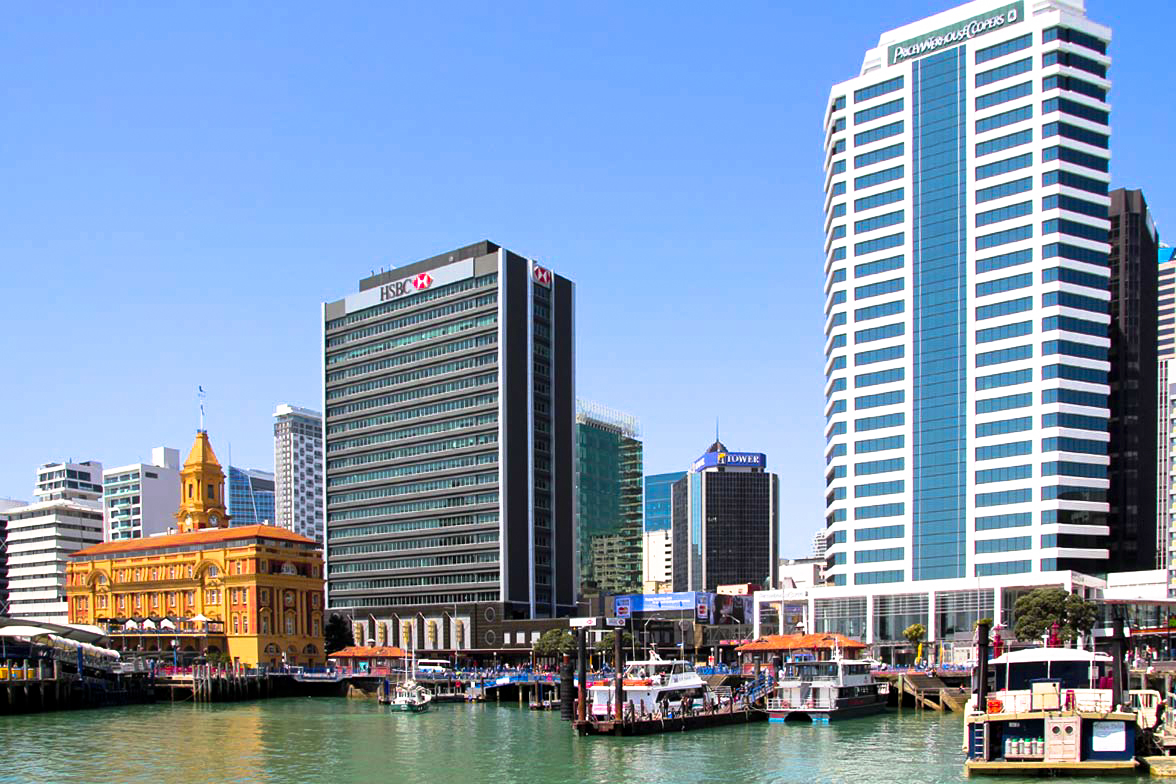
怀特玛特港名声之一-奥克兰海滨

在欧洲殖民前，怀特马塔就已经是重要的停靠点。因为港口受到朗伊托托岛和怀赫科岛的保护，使得影响船只停靠的浅水区、沙洲（马努考港存在沙洲隐患，会阻碍船只停靠）和风浪少之又少。
在短短几十年欧洲移民所带动的发展中，殖民者对港口进行了一系列的填海工程，其中对奥克兰海滨地区的影响尤为突出。从中证明了，港口在推动殖民地区经济繁荣的作用。
早在20初期，政府当局就计划把毛利人的位于地峡上的几条陆运径，进一步开发成沟通怀特玛塔港和曼努考之间的运河系统。为此政府在1908年，还颁布了《奥克兰及曼考努河道法案》，允许私人通过向政府申请，取得对运河系统片区的开发利用权力。但长期以来都没有什么明显的成效，最终，法案在2011年11月1日废除。

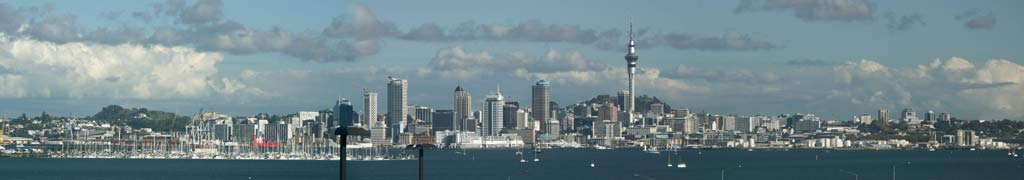
从南岛城拍摄的怀特玛特港，可见著名地标天际塔和伊甸园山（位于塔后）。图左是贝斯沃特，右边未拍摄到的就是奥克兰海港大桥。